# St.-Florian-Kirche (Sillenstede)

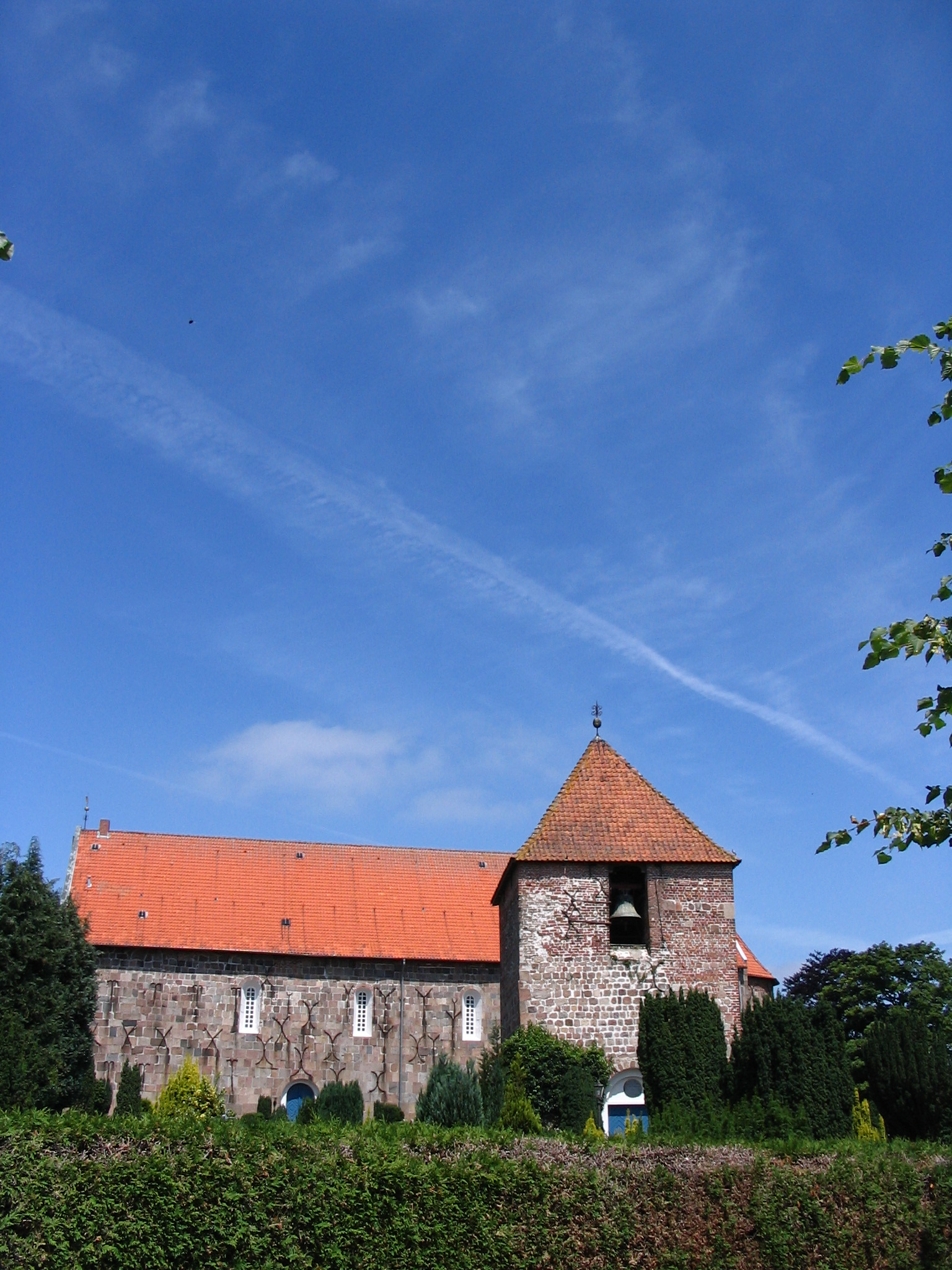
Evangelische Kirche St. Florian

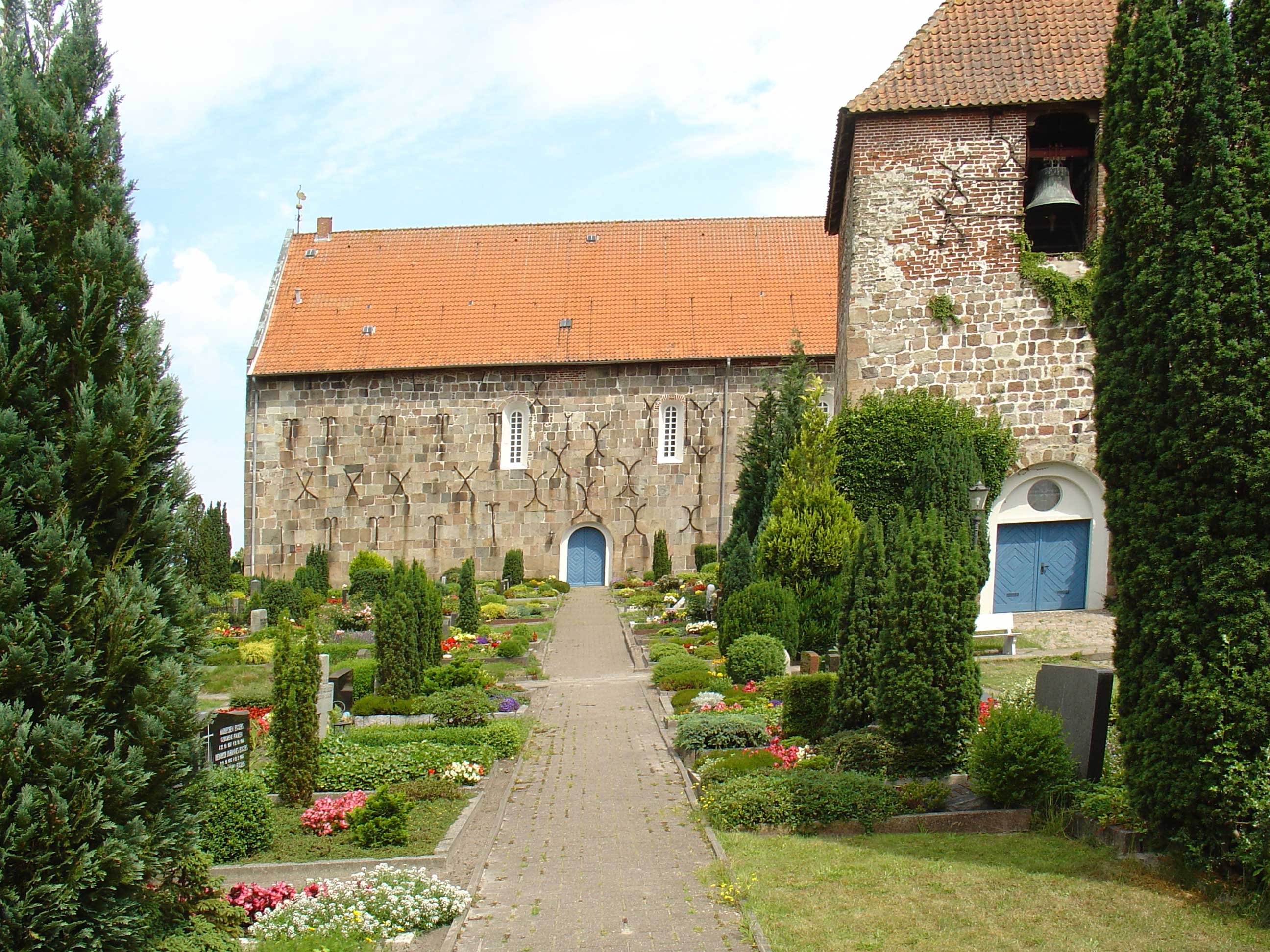
Blick von Süden

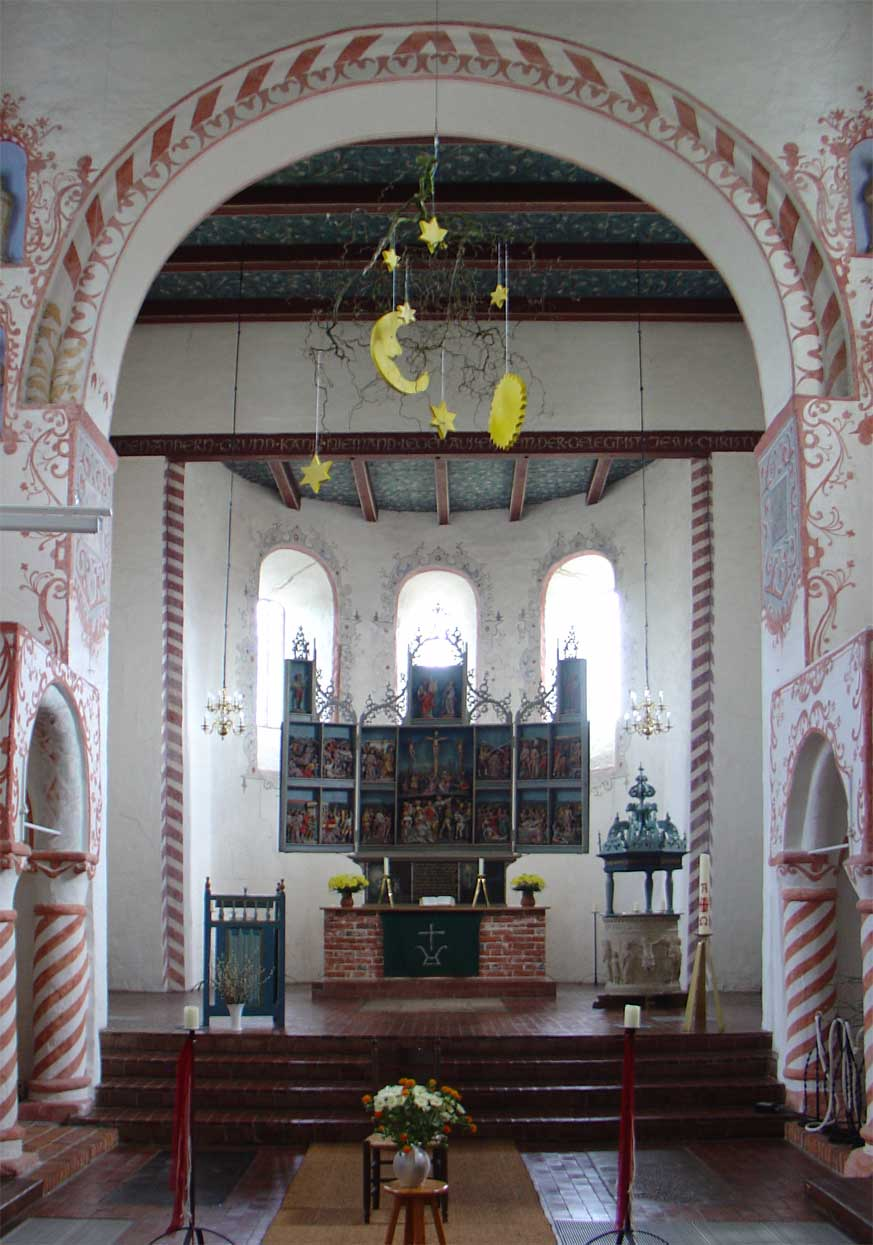
Innenansicht

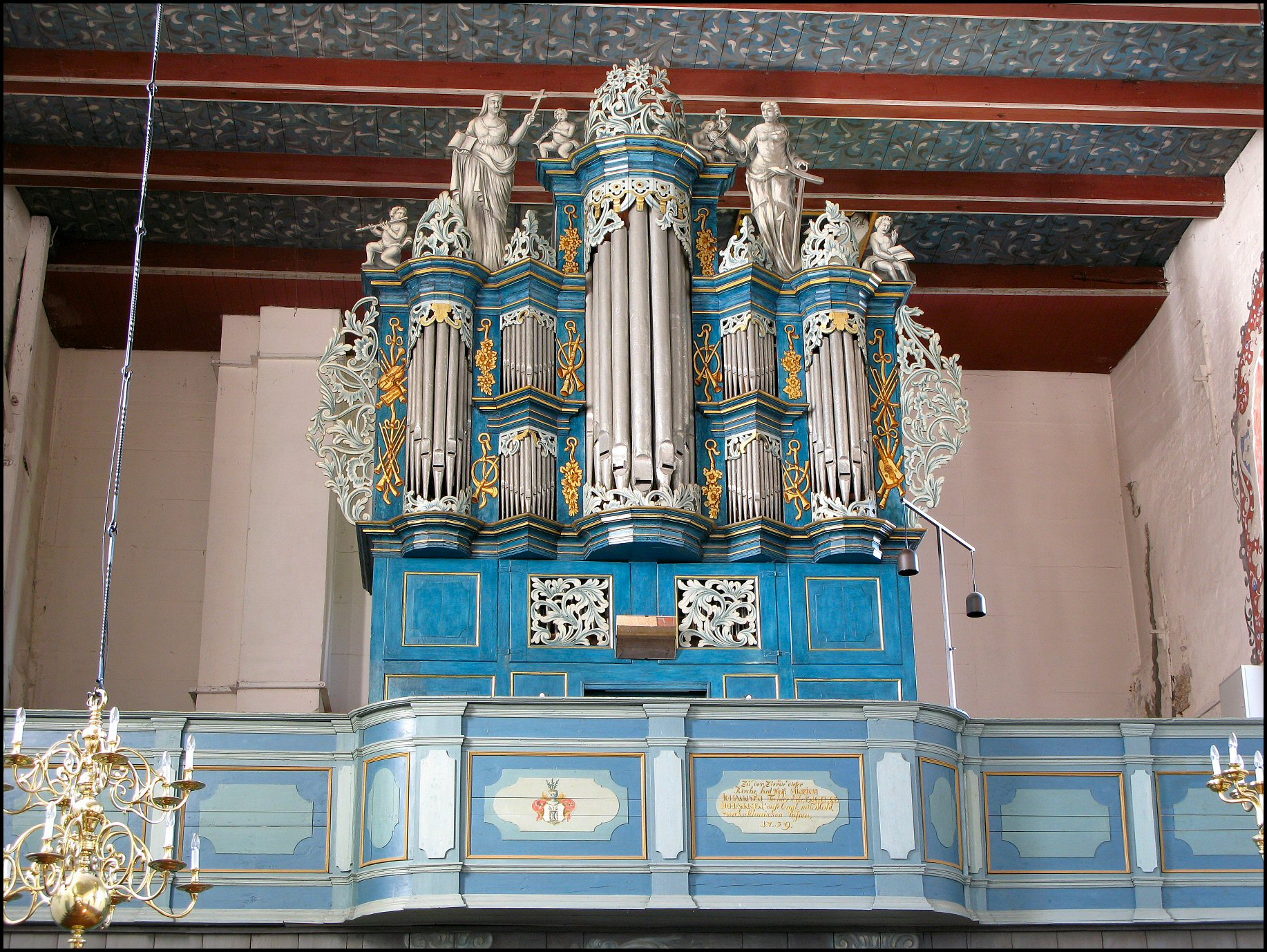
Johann-Adam-Berner-Orgel

Die St.-Florian-Kirche ist eine seit der Reformation evangelisch-lutherische Kirche im Ortsteil Sillenstede der Stadt Schortens im Landkreis Friesland. Sie ist mit 44 Meter Länge die größte und bedeutendste Granitquaderkirche Frieslands.

## Geschichte
Die auf einer hohen Warft im 12. Jahrhundert errichtete, 1168 erstmals genannte Saalkirche wurde um diese Zeit im Zuge einer Fehde stark beschädigt und nach Wiederherstellung im Jahre 1233 erneut geweiht. Kirchenpatron ist St. Florian, dessen Martyrium durch Ertränken endete und daher zunächst als Helfer in Wassernot galt, bevor er in späterer Zeit vor allem bei Feuergefahr angerufen wurde.

## Architektur
Der Bau ist 44 Meter lang, 13 Meter breit und hat elf Meter hohe Mauern. Im Inneren erscheint er für eine Dorfkirche ungewöhnlich hoch proportioniert. An der Ostseite befindet sich eine runde Apsis. Das Granitquaderwerk ist einschließlich der hochsitzenden Rundbogenfenster auf beiden Längsseiten vollkommen erhalten. Die Laibungen sind innen mit gemaltem Schweifwerkornament des 17. Jahrhunderts gerahmt. Die Mauern wurden mit Granitsteinen in Schalenbauweise errichtet, die man aus Findlingen herstellte. Die mit schweren Werkzeugen gespalteten Findlinge wurden bei der Außenwand mit der flachen Spaltfläche nach außen, bei der Innenwand nach innen übereinandergesetzt. Die weitgehend unbearbeiteten runden Seiten der Granitsteine zeigten so nach innen und der Innenraum wurde mit Steinabfällen und Muschelkalkmörtel gefüllt. Durch diese Bauweise entstanden die 1,40 Meter starken Mauern der Kirche. Die einzelnen verbauten Granitsteine erreichen teilweise eine Länge bis zu 1,70 Meter. Der Westgiebel ist aus Backstein erneuert.
Wie in zahlreichen lutherischen Gemeinden Nordwestdeutschlands findet sich auf dem Kirchendach anstelle eines Wetterhahnes ein Schwan.

## Ausstattung
Ein deutlicher Chorbogen trennt optisch das drei Stufen höher gelegene Sanktuarium vom Gemeinderaum. Zu beiden Seiten wurden in der Mitte des 13. Jahrhunderts für zwei Seitenaltäre gemauerte Ziborien errichtet. Ihre Kelchknospenkapitelle sind aus Ton geformt. Die Rankenmalerei ist mittelalterlich. In der Wand oberhalb der Ziborien sind in übereinander angeordnete Doppelnischen jeweils zwei Heilige gestellt: links, auf der Nordseite die Heiligen Katharina und Cäcilia, darunter der Hl. Cosmas oder Damian und der Bremer Bischof Ansgar, auf der Südseite Petrus und Paulus über Adrian und Johannes. Der Torso eines Hl. Michael aus der gleichen Zeit steht auf dem südlichen Seitenaltar.

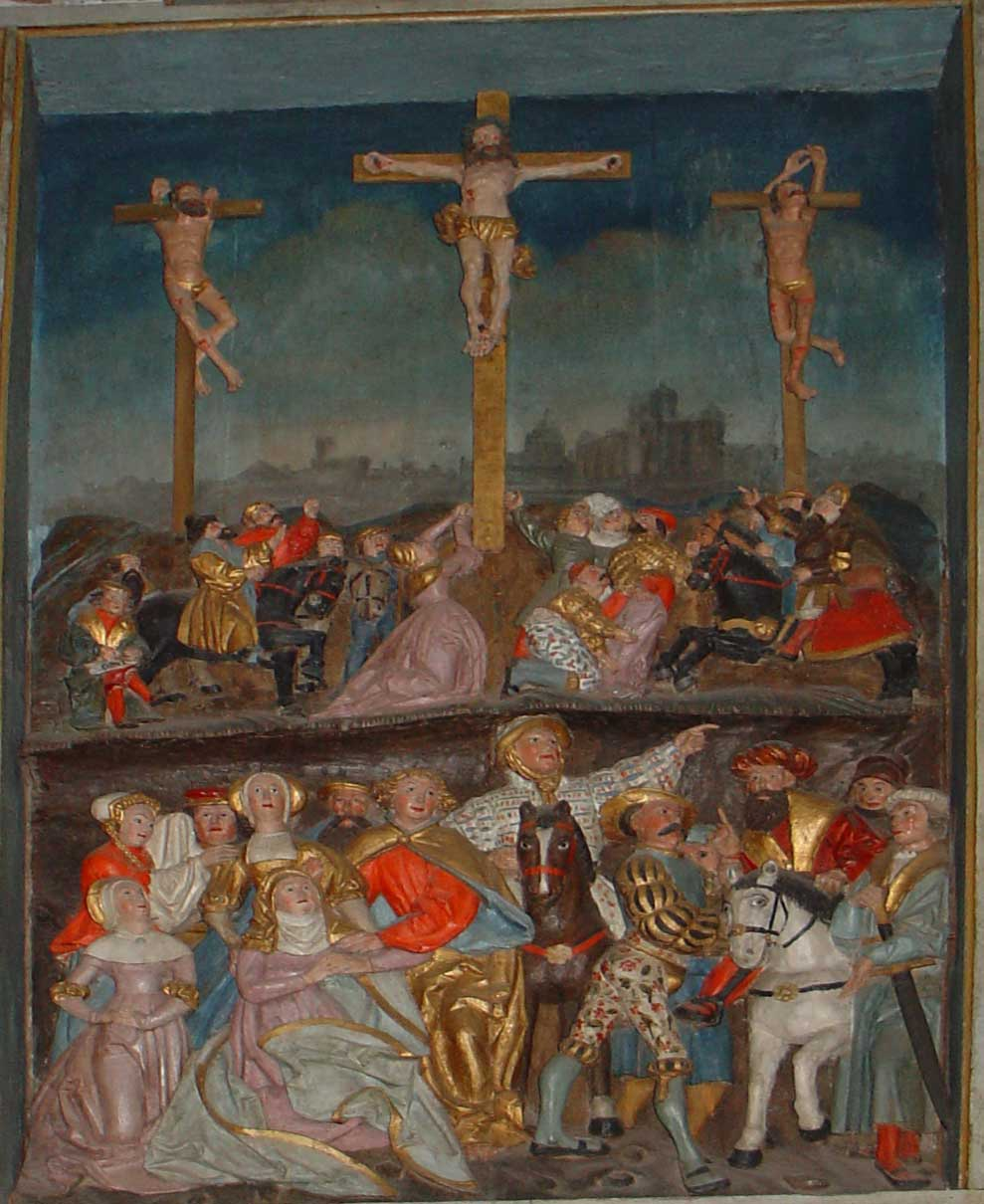
Mittelbild des Altarretabels

Der große Flügelaltar zeigt auf der geöffneten Festtagsseite in 13 Reliefs die Leidensgeschichte Jesu Christi bis zu seiner Auferstehung. In der allerletzten Phase der Gotik, um 1515/1520, wurde das Retabel, vielleicht in Bremen aus Eichenholz geschnitzt. In geschlossenem Zustand können gemalte Tafelbilder ausgeklappt werden, auf ihnen sind die vier Evangelisten zu sehen. Die ebenfalls gemalte Predella von 1645 wurde 1759 erneuert.

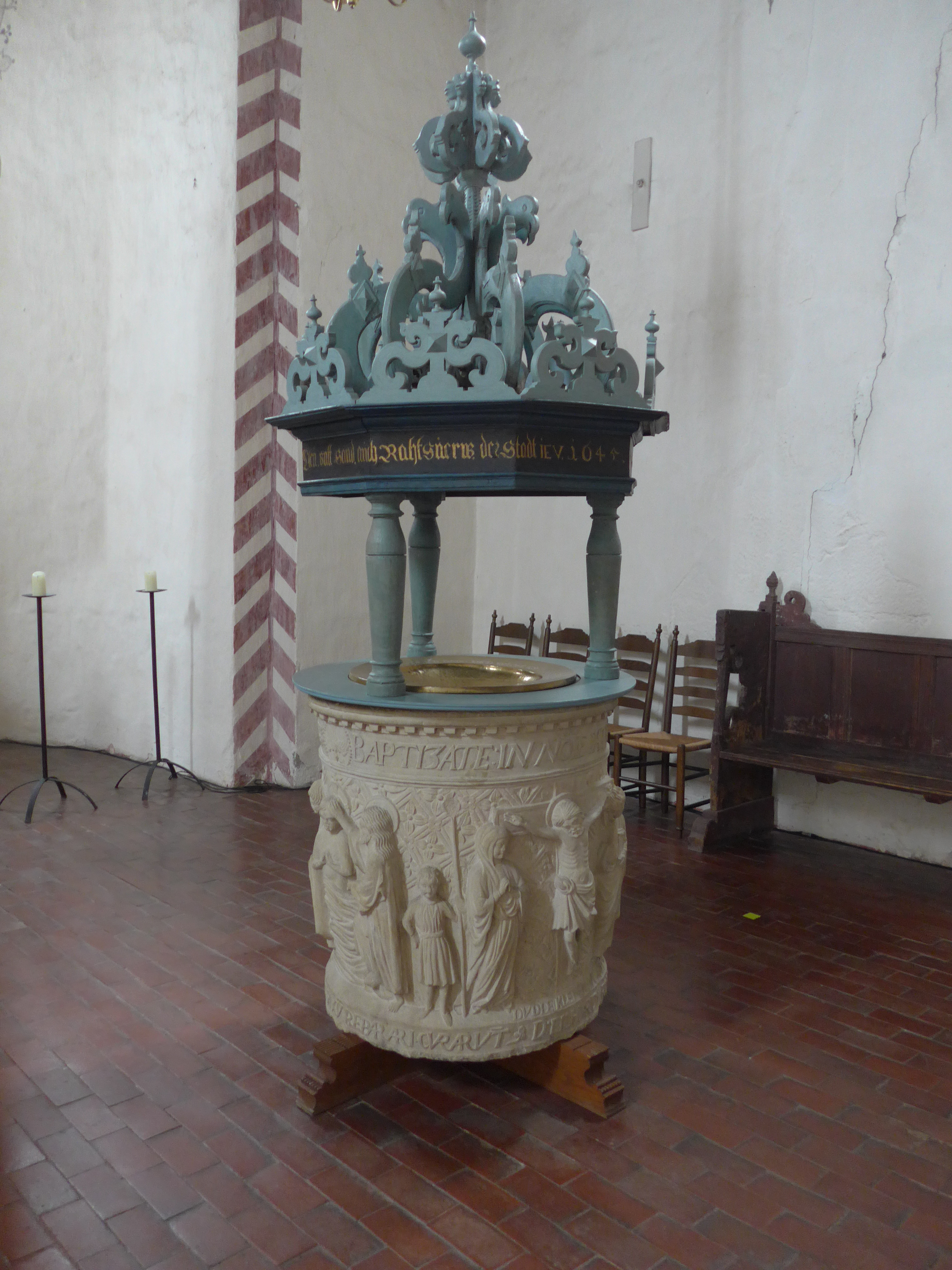
Taufbecken

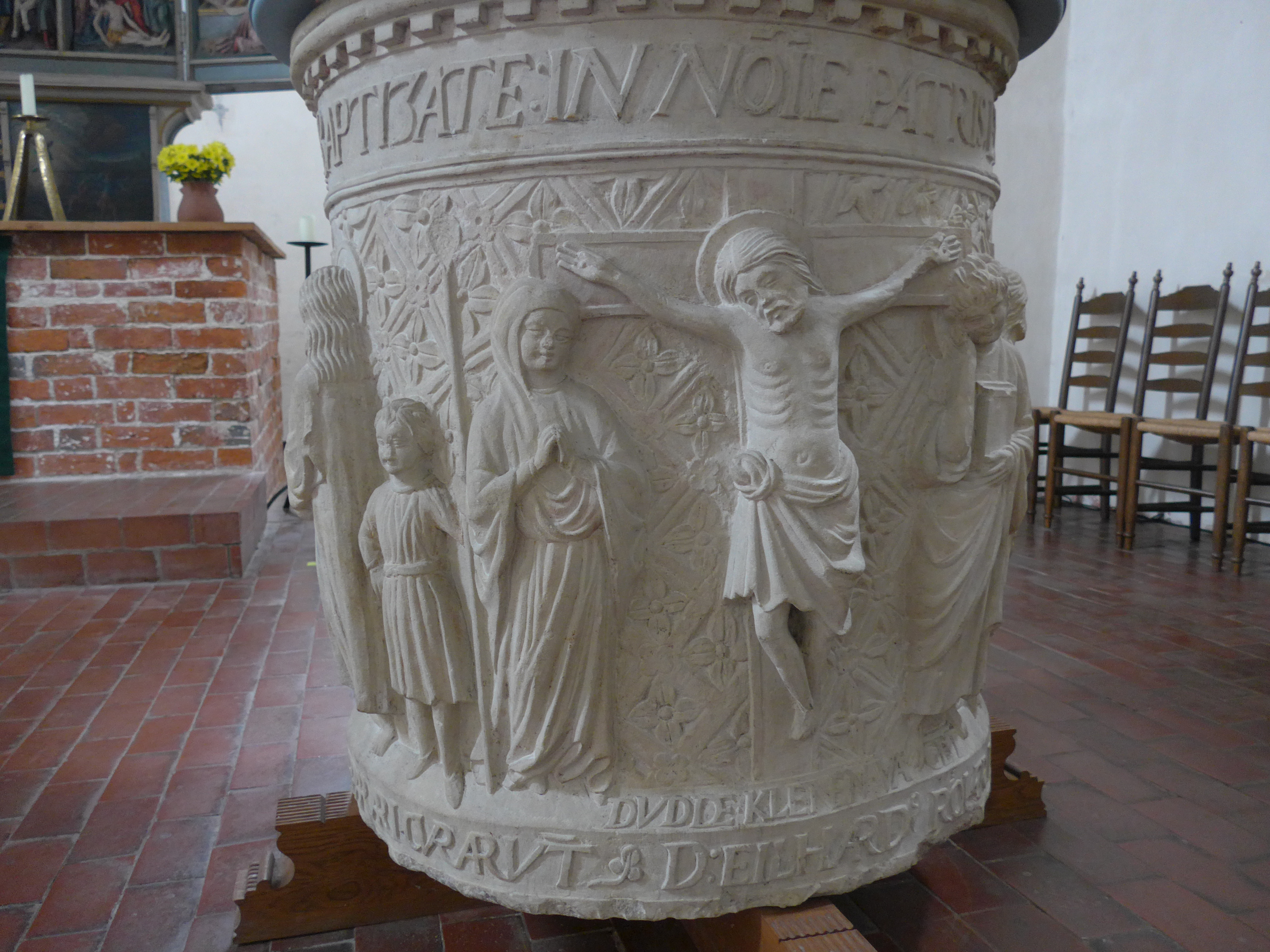
Detail vom Taufbecken

Der Taufstein, eine westfälische Arbeit aus Baumberger Kalksandstein, zweite Hälfte des 13. Jahrhunderts, ist eines der ältesten und wertvollsten Exemplare seiner Art im Oldenburger Land. Das Hochrelief auf der zylindrischen Wandung stellt neben der Kreuzigungsgruppe die Anbetung der Könige, die Taufe Christi und den Abstieg Christi in die Unterwelt dar. Die Inschriften auf den Rändern wurden 1584 zugefügt.
Die Kanzel mit ihrem Schalldeckel ist wohl in der Mitte des 17. Jahrhunderts gearbeitet worden, beharrt aber noch auf konventionellen, vereinfachten Renaissance-Formen. Recht derb sind die Reliefs der vier Evangelisten ausgefallen.
Für den 1650 gestorbenen Prediger Conrad Wagner errichtete die Gemeinde ein Epitaph, bestehend aus einem in Öl gemalten Porträt mit einem von Onno Dircksen, einem Münstermann-Schüler, geschnitzten Rahmen im Knorpelwerk-Stil.
Eine verschlossene Türnische in der Nordwand wurde im 18. Jahrhundert für den Einbau einer Prieche in der ungewöhnlichen Form mit einer Wandung in Form eines 3/6-Polygons genutzt.

### Orgel
Ein weiteres Prunkstück ist die Johann-Adam-Berner-Orgel aus dem Jahre 1757. Trotz deutlicher Erweiterung hat sie ihren ursprünglichen Klang erhalten. Zwölf der heute 21 Register sind ursprünglich. Die Orgel steht im Mittelpunkt einer Orgelkonzertreihe, die jährlich vom Anfang Juni bis Mitte September an jedem Samstag ein Orgelkonzert anbietet. Das Instrument hat folgende Disposition:
| I Hauptwerk C–c3 |     |
| Quintadena       | 16′ |
| Principal        | 8′  |
| Gedackt          | 8′  |
| Oktave           | 4′  |
| Rohrflöte        | 4′  |
| Oktave           | 2′  |
| Sesquialtera II  |     |
| Mixtur IV        |     |
| Trompete         | 8′  |

| II Brustwerk C–c3 |    |
| Quintadena        | 8′ |
| Gedackt           | 4′ |
| Oktave            | 2′ |
| Spitzflöte        | 2′ |
| Cimbel III        |    |
| Regal             | 8′ |

| Pedal C–f1 |     |
| Subbass    | 16′ |
| Principal  | 8′  |
| Gedackt    | 8′  |
| Oktave     | 4′  |
| Nachthorn  | 2′  |
| Posaune    | 16′ |

- Koppeln: II/I, I/P

## Glockenturm
Der im Süden der Kirche liegende, wie bei den meisten Kirchen auf der ostfriesischen Halbinsel freistehende Glockenturm ist ein zweigeschossiger Bau mit Kreuzgewölbe im Untergeschoss. Er ist aus Granit-, Back- und Tuffstein gebaut, die höchstwahrscheinlich von einem Vorgängerbau der Kirche stammen. Im Glockenturm befinden sich drei Glocken, von denen eine 1440 von dem Glockengießer Ghert Klinghe aus Bremen hergestellt wurde. Auf der einen Glockenseite ist Maria mit dem Jesuskind dargestellt, auf der anderen Glockenseite St. Florian. Die beiden anderen Glocken wurden 1957 gegossen.